# Марко дель Понт, Мерседес
Мерседес Марко дель Понт (англ. Mercedes Marcó del Pont; род. 28 августа 1959, Буэнос-Айрес) — аргентинский экономист, председатель Центрального банка Аргентины с 2010 по 2013 год.

## Биография
Мерседес Марко дель Понт родилась и выросла в северной части столицы Аргентины Буэнос-Айресе. Мерседес обучалась по специальности экономика в Университете Буэнос-Айреса. В 1987 году она получила степень магистра в области международной экономики в Йельском университете в США.
Вернувшись в Аргентину, Мерседес устроилась на работу старшим научным сотрудником Фонда исследований развития. В 1989 году она поступила на государственную службу в качестве главного советника по политике нефтехимической промышленности в Секретариате планирования министерства экономики. В течение следующих десяти лет Марко дель Понт работала консультантом по политике стимулирования инвестиций в Буэнос-Айрес. Марко дель Понт была главным политическим советником министра промышленности (с января по март 2002 года) и в 2004 году написала книгу «Кризис и реформа экономики».
В марте 2008 года Марко дель Понт была назначена президентом крупнейшего коммерческого банка Аргентины — Банка аргентинской нации.
3 февраля 2010 года Марко дель Понт получила должность президента Центрального банка Аргентинской Республики.
В 2012 году журнал Global Finance назвал Мерседес дель Понт худшим главой центрального банка в мире. 
Мерседес Марко дель Понт замужем за известным местным психиатром Хорхе Кафферате, у пары трое детей. 